# Hyperdimension Neptunia
Hyperdimension Neptunia (jap.: 超次元ゲイム ネプテューヌ Chōjigen Geimu Neputyūnu) ist eine Computerspielreihe des japanischen Publishers Idea Factory und dessen Tochterstudios Compile Hearts. Die Spiele der Hauptreihe zählen zu den Computer-Rollenspielen. Um diese Titel herum entstanden mehrere Ableger, teils auch in anderen Genres. Weiterhin existieren Franchiseprodukte wie Animes, Mangas und Light Novels.

## Beschreibung
Der erste Titel der Reihe, Hyperdimension Neptunia, kam am 19. August 2010 für die PlayStation 3 auf den Markt. Er führt erstmals die Spielwelt Gamindustri ein, die in vielfacher Weise die Computerspielbranche parodiert. Gamindustri teilt sich in vier Kontinente, die sich im sogenannten Konsolenkrieg miteinander befinden und an vier realweltliche Konsolenhersteller angelehnt sind: Lastation (Sony), Lowee (Nintendo), Leanbox (Microsoft) und Planeptune (Sega). Jeder Kontinent wird von einer Gottheit, einer Console Patron Unit (CPU), vertreten, die sich miteinander im Wettstreit um Anhänger befinden: Neptune (Sega), Noire (Sony), Blanc (Lowee), Vert (Leanbox). Die Hauptfigur Neptune ist an die nie veröffentlichte Konsole Sega Neptune angelehnt, die die Funktionen von Mega Drive, Mega-CD und 32X in einem Gerät vereinen sollte.
Das Konzept des Spiels stammt von der japanischen Game Designerin Naoko Mizuno. Ausgangspunkt war ihre Verwunderung, dass ihr bis zu diesem Zeitpunkt keine Personifikationen von Konsolen in Spielen bekannt waren und ihrer Kenntnis nach auch kein populäres Spiel existierte, das die Spielebranche parodiert. Sie kombinierte dies mit attraktiv gestalteten Frauenfiguren und Transformationsmöglichkeiten.

## Veröffentlichte Titel

### Hauptreihe
- 2010: Hyperdimension Neptunia (PS3)
- 2011: Hyperdimension Neptunia mk2 (PS3)
- 2012: Hyperdimension Neptunia Victory (PS3)
- 2015: Megadimension Neptunia VII (PS4, Windows, Switch)

### Überarbeitete Neuauflagen
- 2013: Hyperdimension Neptunia Re;Birth 1 (PSVita, Windows, PS4)
- 2014: Hyperdimension Neptunia Re;Birth 2: Sisters Generation (PSVita, Windows)
- 2014: Hyperdimension Neptunia Re;Birth 3: V Generation (PSVita, Windows)
- 2017: Megadimension Neptunia VIIR (PS4, Windows)
- 2020: Neptunia Reverse (PS5)

### Ableger
- 2013: Hyperdimension Neptunia: Producing Perfection (PSVita)
- 2013: Neptune Collection (Android, iOS)
- 2014: Hyperdevotion Noire: Goddess Black Heart (PSVita, Windows)
- 2014: Hyperdimension Neptunia U: Action Unleashed (PSVita, Windows)
- 2015: MegaTagmension Blanc + Neptune VS Zombies (PSVita, Windows)
- 2015: Superdimension Neptune vs Sega Hard Girls (PSVita, Windows)
- 2017: Cyberdimension Neptunia: 4 Goddesses Online (PS4, Windows)
- 2017: Neptunia & Friends (Android, iOS)
- 2017: Nep-Nep Connect: Chaos Chanpuru (PSVita)
- 2018: Super Neptunia RPG (Switch, PS4, Windows)
- 2019: Neptunia Shooter (Windows)
- 2020: Neptunia Virtual Stars (PS4, Windows)

## Franchiseprodukte

### Anime
- Hyperdimension Neptunia: The Animation (2013, 12 Episoden)
- Hyperdimension Neptunia OVA (2014, 1 Episode)
- Hyperdimension Neptunia The Animation: Neptune’s Summer Vacation (2019, 1 Episode)
- Hyperdimension Neptunia The Animation: Hi Light (2020, 2 Episoden)

### Manga
- Choujigen Game Neptune: Megami Tsuushin (2010–2013)
- Hyperdimension Neptunia: The Animation – Hello New World (seit 2013)

### Light Novel
- Hyperdimension Neptunia: High School (seit 2012)
- Hyperdimension Neptunia TGS Hono no Futsukakan (2013)